# Clásica Terres de l'Ebre 2024
1-й выпуск  Clásica Terres de l'Ebre — шоссейной однодневной велогонки по дорогам Испании. Гонка прошла 15 июля 2024 года в рамках Европейского тура UCI 2024 (категория 1.1). Победу одержал испанский велогонщик Абель Балдерсоун.

## Участники
В туре приняли участие 17 команд: 4 команды категории UCI ProTeam, 9 UCI Continental Team и 4 клубные команды.
| UCI ProTeams (4)- Caja Rural-Seguros RGA - Burgos-BH - Equipo Kern Pharma - Euskaltel-Euskadi UCI Continental Teams (9)- Soudal Quick-Step Devo Team - Illes Balears Arabay Cycling - Universe Cycling Team - Victoria Sports Pro Cycling Team - Team Skyline - Colombia Potencia de la Vida-Strongman - Sidi Ali-Unlock Team - Rembe Pro Cycling Team Sauerland - EuroCyclingTrips-Yoelo Любительские, клубные или региональные команды (4)- PC Baix Ebre - Controlpack - Team MP Group - Huesca la Magia |
| |

## Маршрут
Финиш гонки находился на горе Mont Caro с максимальным градиентом в 8 %.

## Ход гонки
Трио Эдгар Курто, Леандер ван Отегем, Эдуардо Перес-Ландалюс прибыло в Тортосу чуть более чем за две минуты, имея явно недостаточно преимущества, чтобы думать, что их отрыв может сохраниться. Фактически, Перес-Ландалюс был первым, кто уступил, в то время как Курто и ван Отегем пытались пройти как можно дальше. Kern Pharma следовали своим путем, напрягая, но не до предела, в то время как Euskaltel Euskadi и Caja Rural-Seguros RGA оставались в ожидании событий. Отрыв был под контролем, и в гонке должны были участвовать лучшие горняки. Немногим более сорока человек ехали в группе преследования, прежде чем достигли самых крутых склонов Мон-Каро. За 12 километров до финиша приключение Курто и ван Хаутегема закончилось. Пришло время для тех, кто стремился к триумфу, и Kern Pharma возглавили постоянно сокращающуюся группу, и только дюжина гонщиков осталась впереди. У Kern Pharma в основном остались три гонщика, Хорхе Гутьеррес, Хосе Феликс Парра и Карлос Гарсия Перна, в группе из девяти человек, в которой также были Абель Бальдерстоун, Мулу Кинфе Хайлемайкл, Дэвид Дельгадо, Серхио Шумил, а также Жоан Боу и Готье Сервранкс. Хорхе Гутьерресу было поручено задавать темп, пока он не достиг своего предела, когда до финиша оставалось еще 9 километров, Карлос Гарсия Перна начал первую атаку, но вскоре после этого именно Бальдерстоун одержал победу.

## Результаты
| \| Генеральная классификация \| Генеральная классификация \| Генеральная классификация \| Генеральная классификация \| Генеральная классификация \| \| Гонщик \| Гонщик \| Команда \| Время \| \| \| ------------------------- \| ------------------------- \| ------------------------- \| ------------------------- \| ------------------------- \| \| 1-й \| Abel Balderstone \| Caja Rural-Seguros RGA \| 5ч 06' 07 \| \| \| 2-й \| Хоан Боу \| Euskaltel-Euskadi \| + 36 \| \| \| 3-й \| Хосе Феликс Парра \| Equipo Kern Pharma \| + 41 \| \| |                   |                        |           |
| |                   |                        |           |
| Источник: ProCyclingStats |                   |                        |           |
| Генеральная классификация |                   |                        |           |
| Гонщик | Гонщик            | Команда                | Время     |
| 1-й | Abel Balderstone  | Caja Rural-Seguros RGA | 5ч 06' 07 |
| 2-й | Хоан Боу          | Euskaltel-Euskadi      | + 36      |
| 3-й | Хосе Феликс Парра | Equipo Kern Pharma     | + 41      |